# 라이언 스타일스
라이언 스타일스(Ryan Stiles, 1959년 4월 22일 ~ )는 미국의 희극인이자 배우이다.

## 출연 작품
- 두 남자와 1/2 시즌9 (2011)
- 워킹 클래스 (2011)
- 두 남자와 1/2 시즌8 (2010)
- 두 남자와 1/2 시즌7 (2009)
- 아스트로 보이 - 아톰의 귀환 (2009)
- 두 남자와 1/2 시즌6 (2008)
- 두 남자와 1/2 시즌5 (2007)
- 두 남자와 1/2 시즌4 (2006)
- 두 남자와 1/2 시즌2 (2004)
- 노바디 노우스 애니씽! (2003)
- 두 남자와 1/2 시즌1 (2003)
- 더 드류 캐리 쇼 (1995)
- 못말리는 람보 (1993)
- 못말리는 비행사 (1991)
- 러그래츠 - 시리즈 (1991)